# A nagy hullám Kanagavánál

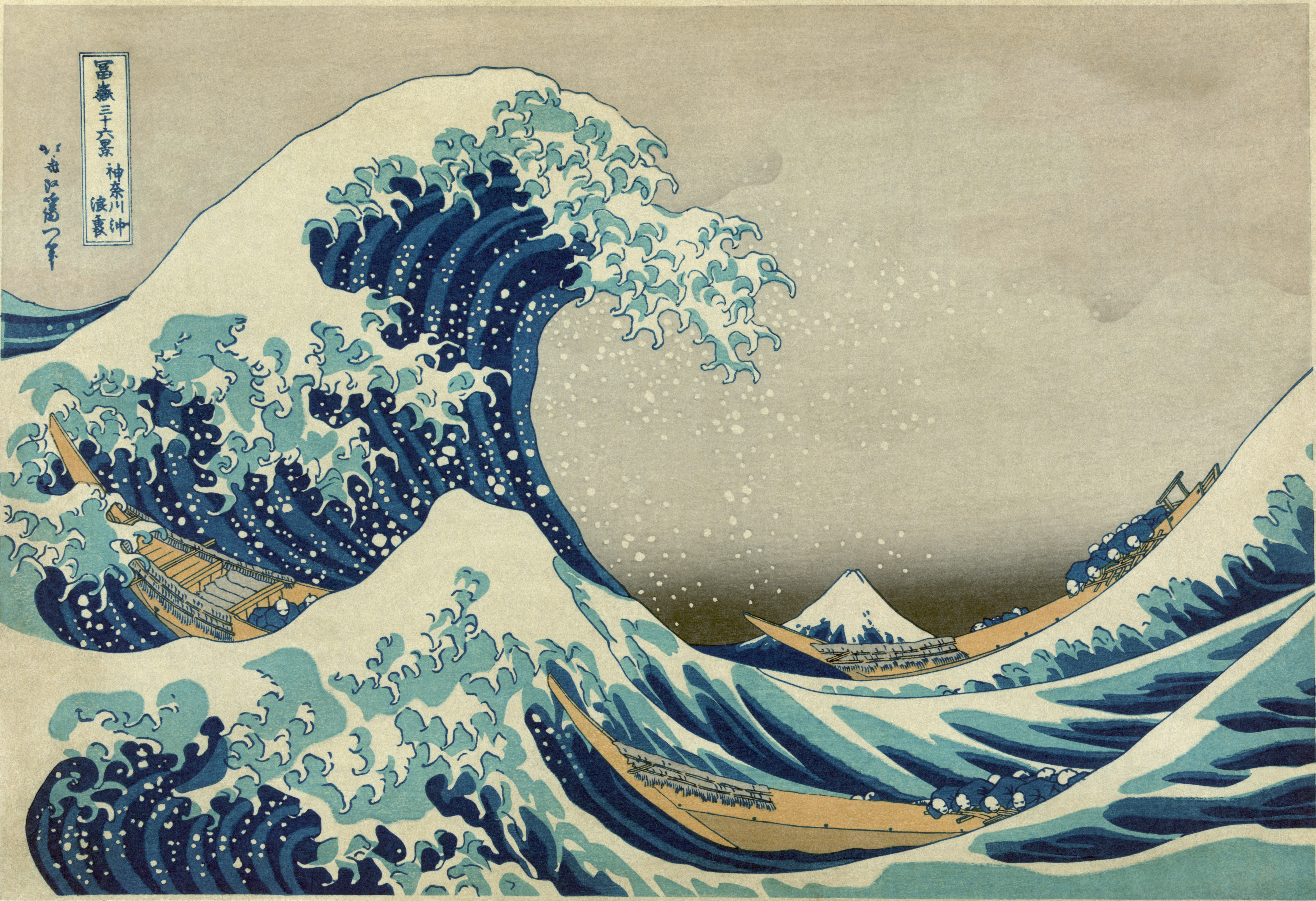

A nagy hullám Kanagavánál vagy A Kanagavai nagy hullám (神奈川沖浪裏 Kanagawa-oki nami ura, "Kanagava hulláma alatt") かながわ-おき なみ うら, másképp A Nagy Hullám vagy egyszerűen A Hullám. A japán Kacusika Hokuszai művész alkotta ukiyo-e fametszete, melyet 1829 és 1833 között készült, a kései Edo-korban, Hokuszai A Fudzsi 36 látképe című sorozatának első darabjaként. Ez Hokuszai leghíresebb munkája, és egyike a japán művészet legnevesebb alkotásainak.
A kép egy hatalmas hullámot ábrázol, ami három csónak fölé tornyosul, messze Kanagava város partjaitól (jelenlegi Jokohama város, Kanagava prefektúra), a Fudzsi-heggyel a háttérben. A hullámról feltételezhető, hogy cunamit ábrázol, baljós felhangokkal. Ahogy a sorozatban megjelenő számos nyomat, ez is a Fudzsi körüli területet ábrázolja, míg a hegy maga csak a háttérben mutatkozik.
Az eredeti metszete nyomatai több nyugati gyűjteményben is megtalálhatóak, például a Metropolitan Művészeti Múzeumban, a londoni British Museumban, a chicagoi Művészeti Intézetben, a Los Angeles megyei Művészeti Múzeumban, a Melbourne-i Viktória Nemzeti Galériában, Claude Monet franciaországi Giverny-i otthonában stb.

## Hokuszai
Hokuszai 6 éves korában kezdett el rajzolni. 12 éves korában az apja egy könyvkereskedőhöz küldte dolgozni. 16 éves korában gravírozóként gyakornokoskodott és 3 évet töltött a szakma kitanulásával. Eközben kezdett saját illusztrációkat rajzolni. 18 éves korában Katsukawa Shunshō gyakornokává vált, aki egyike volt minden idők legelső ukiyo-e alkotóinak.
1804-ben vált híres művésszé, amikor egy tokiói fesztivál alatt befejezett egy 240 m²-es festményt, amely buddhista szerzetest (Daruma) ábrázol. 1814-ben publikálta 15 kötetből első vázlatait a Mangából. A Fudzsi 36 látképét, amiben a Nagy Hullám is található, 1830-tól kezdték sokszorosítani.

## Előzmények
A 16. századtól a sziklás parton összecsapó hullámok különös ábrázolását paravánra festették, mely a "viharos tengerek ernyője"-ként vált ismertté (ariso byōbu). Pályafutása alatt Hokuszai sok hullámot rajzolt. A Nagy Hullám eredete több mint 30 évvel korábbra vezethető vissza. A hullám és hegy kombinációját egy Shiba Kōkan által festett olajfestmény ihlette, akire a nyugati művészetek jelentős hatást gyakoroltak. Ezek közül is főleg a dán festmények, amiket Nagaszakiban látott, ami akkoriban az egyetlen, külföldiek számára megnyitott japán kikötő volt. Hokuszai nyomata az Enoshimai tavasz, ami bekerült az 1797-ben publikált A fűzfaág című költészeti antológiába is. Ezt nyilvánvalóan Kōkan alkotásából eredeztetik, bár Hokuszai verziójában a hullám észrevehetően magasabbra szökell.
Hokuszainak 2 korábbi metszete van, melyek kompozíció tekintetében közelebb állnak A Nagy Hullámhoz: Kanagawa-oki Honmoku no zu (cca 1803) és Oshiokuri Hato Tsusen no Zu, (cca 1805). Mindkét munkának A Nagy Hullámmal megegyező tárgya van: vitorláshajó, illetve evezőscsónak. Mindkét korábbi munkában a vízi alkalmatosságok vihar közepette helyezkednek el, egy nagy hullám alatt, ami elnyeléssel fenyegeti őket. A két munka közti különbségek, illetve példa arra, A Nagy Hullám miképp demonstrálja Hokuszai művészi és technikai fejlődőkészségét:
- A két korábbi kivitelezésben a hullámok sötétek és homogénok, szinte már ásványnak tűnnek.
- A korábbi képek a japán festészetben használatos hagyományos perspektívából készültek, ahol a jelenet egy madár szemszögéből látható. Ezzel szemben A Nagy Hullám inkább nyugati perspektívából van ábrázolva, olyan hatást keltve, hogy a hullámok a szemlélő felett fognak összecsapni.
- A korábbi nyomatokban a horizont középen van, míg a Nagy Hullámnál oly alacsonyan található, hogy a szemlélő tekintetét akaratlanul is a történés középpontjába vezeti.
- Az első kettőnél egy vitorláshajó is van a hullám taraján, mintha sikerült volna megmenekülnie. A Nagy Hullámnál Hokuszai elhagyta ezt az elemet, mert megváltoztatta az ív dinamikáját. Így tette a képet még drámaibbá, végzetes benyomást keltővé.
- Az első két metszetnél egyetlen kompozíció figyelhető meg, míg A Nagy Hullámnak két fontos ponttal bír: maga a hullám és alatta egy tovatűnő pont.
- A hullám híven demonstrálja Hokuszai újszerű vonalvezetését. Bár a kép kompozíciója egyszerűnek tűnik, azonban egy hosszú folyamat módszeres visszatükröződése. Eme módszer alapját Hokuszai vetette meg 1812-es írásában: Egyszerűsített rajzolás gyors leckéi, melyben kifejti, hogy minden tárgy ábrázolható a kör és négyzet arányainak megfelelő használata révén.

## Jellemzői
Ez a nyomat yoko-e stílusú, vagyis egy tájkép ōban méretben, ami kb. 25 cm magas és 37 cm széles. A kompozíció 3 fő elemet tartalmaz: a viharban tajtékzó tengert, három csónakot és a hegyet. Az aláírás a bal felső sarokban található meg.
A hegy
A havas tetejű hegy a Fudzsit ábrázolja, amit japánban szakrális hódolattal tisztelnek, a nemzeti identitás és szépség szimbóluma. A Fudzsi-hegy a híres helyek értelmezésében ikonikus (meisho-e), akárcsak Hokuszai A Fudzsi 36 látképe sorozata, melynek ez a nyitójelenete. A hegy körüli sötét szín azt jelzi, hogy a jelenet kora reggel játszódik, a szemlélő mögül felemelkedő Nap megvilágításában, melynek fénye havas csúcsaira esik. Míg a néző és a Fudzsi-hegy között gomolygó villámfelhők tűnnek fel az égen, esőnek nincs nyoma: sem az előtéri jelenetben, sem a Fudzsi-hegyen, ami maga teljesen felhőtlennek tűnik.
Csónakok
A jelenetben három oshiokuri-bune (ja:押送船) van, ezek élőhal szállítását szolgáló gyors csónakok voltak (Izu és Bōsō félszigetekről az Edo-öböl boltjaiba). Ahogy a műalkotás neve is jelzi, a csónakok Kanagava prefektúrában helyezkednek el: Tokió északra van, a Fudzsi-hegység északnyugatra, a Szagami-öböl délre, a Tokiói öböl pedig keletre. A csónakok délkelet felé irányulva a fővárosba térnek vissza. Minden csónak nyolcevezős, s mindegyik elejében kettővel több evezős van, ami összességében 30 embert jelent. A csónakok méretei ismeretében nagyjából kiszámolható a hullám mérete: 10-12 méteres.
Tenger és hullámok
A tenger óriási hullámként uralja a kompozíciót, mely mintha lecsapni készülne. A megörökített pillanatban a hullám egy ívet formál a kompozíció középpontja körül, keretbe foglalva a háttérben látható Fudzsit.
Andreas Ramos író, szerint:
…tengeri tájkép a Fudzsival. A hullámok keretet formálnak, melyben a hegyet látjuk. A gigantikus hullám a hegy alatti üres tér jin-jangja. Az elkerülhetetlen lecsapás, amire várunk, feszültséget kelt a festményen. Az előtérben egy kis hullám által formált miniatűr Fudzsi tükröződik, zsugorperspektívában. A kis hullám azonban nagyobb, mint a hegy. Pici halászok kapaszkodnak a keskeny halászhajókba, hánykolódnak a tengeri szörny küllemű hullámokon, próbálva kikerülni őket. A természet rikító jangja le van győzve a magabiztos halászok jinje által. Furcsa módon, a viharos időjárás dacára, a Nap magasan ragyog.

## Aláírás
A Kanagavai Nagy Hullámon két dedikáció található. Az első a bal felső sarokban lévő téglalapban, mely egyben sorozatcím is: "冨嶽三十六景/神奈川冲/浪裏" Fugaku Sanjūrokkei / Kanagawa oki / nami ura: A Fudzsi 36 látképe / Kanagava a part mellől / a hullám alatt. A második felirat a bal oldalon a művész aláírása: 北斎改爲一筆 Hokusai aratame Iitsu hitsu („Hokuszai ecsetéből, Iitsu-ra változtatva nevét”).
Pályafutása alatt Hokuszai több mint harminc különböző nevet használt, nevét mindig egy új sorozat kapcsán változtatta meg, és hagyta, hogy előző nevét a tanítványai használják .
A Fudzsi 36 látképe munkájában négy különböző aláírást használt, a munka fázisa szerint változtatva azokat: Hokusai aratame Iitsu hitsu, zen Hokusai Iitsu hitsu, Hokusai Iitsu hitsu és végül zen saki no Hokusai Iitsu hitsu.

## Technika
A japán fametszetben a művész végső vázlatát (shita-e) egy horishihoz (fametszőhöz) viszik, aki a vékony vasi papírt egy fatömbhöz ragasztja (általában cseresznye), ezután formára faragja, a felszíni plasztika kiemeléséhez. A folyamat közben a rajz elenyészik. Végül az így elkészített összes dúc (általában minden színnek külön-külön) egy surishihoz kerül, aki a nyomatokat készíti. Itt az összes dúccal megnyomják a papírt. Ezt a nyomtatómester végzi, aki a papírt rendre áthelyezi minden egyes dúcra, melyek hátuljára egy baren nevű kéziszerszámmal fejtenek ki erőhatást. Mielőtt a dúc végképp elkopnék, olykor több ezer nyomat is létrehozható.
A folyamat sokrétű volta miatt a végső alkotás megszületése jellemzően többlépcsős együttműködés eredménye volt. Maga a festő általában nem vett részt a nyomatok készítésében.
Kivitelezésekor a dúcokon csak kevés színt használtak. A víz három árnyalatú kékből áll össze, a csónakok citromsárgák, a Fudzsi mögötti ég sötétszürke, a Fudzsi fölött lévő ég világosszürke, a kép tetején pedig halványrózsaszín felhők vannak. A rózsaszín felhők tömbjének széle mintha kissé le lett volna dörzsölve, így keltve fokozatos hatást (ita-bokashi).
Még ha Japánban a Meidzsi-kor előtt nem is létezett a szellemi alkotások tulajdonjoga, mégis tiszteletben tartották a nyomatok létrehozását. Az alkotóművész helyett a dúcok a hanmoto (terjesztő) vagy honya (könyveladó) tulajdonának számítottak, akik azt csináltak velük, amit akartak. Néhány esetben a tömböket eladták vagy átengedték más terjesztőknek, ez esetben kyūhan néven váltak ismertté.

## Reprodukciók
Mivel a sorozat már publikálása idején is nagy népszerűségnek örvendett, sokszorosítása egészen addig folytatódott, míg az eredeti nyomódúc kopni nem kezdett. Az eredeti metszetet mintegy 5000 példányban nyomhatták. Bár sok példány odalett a háborúkban, földrengésekben, tüzekben és más természeti katasztrófákban, pár korai példány túlélte, melyeknél a dúcok vonalai élesek voltak. A fennmaradó metszetek és későbbi reprodukcióik jelentősek voltak minőségben és állapotban is.

## Hatása
A kép a világ egyik legnagyobb példányban reprodukált műtárgya; olyan műveket ihletett, mint A tenger Debussytől, vagy a Der Berg Rilkétől.

## Külső hivatkozások
- The Great Wave off Kanagawa – artelino

## Fordítás
Ez a szócikk részben vagy egészben  a   The Great Wave off Kanagawa című angol Wikipédia-szócikk ezen változatának fordításán alapul.  Az eredeti cikk szerkesztőit annak laptörténete sorolja fel. Ez a jelzés csupán a megfogalmazás eredetét és a szerzői jogokat jelzi, nem szolgál a cikkben szereplő információk forrásmegjelöléseként.